# 彼得罗瓦布达农村居民点
彼得罗瓦布达农村居民点（俄语：Петровобудское сельское поселение）是俄罗斯联邦布良斯克州戈尔杰耶夫卡区所属的一个农村居民点。其下辖有7个居民点，行政中心为彼得罗瓦布达。据2015年统计，该农村居民点的人口为1011人。